# Melrose Place
Melrose Place is een Amerikaanse soapserie die in de Verenigde Staten liep van 1992 tot en met 1999. Het is een spin-off van het tienerdrama Beverly Hills, 90210, maar bevat geen enkele acteur van die serie (wel speelden enkele 90210-acteurs gastrollen in de serie). De serie speelt zich af in een klein appartementencomplex in West Hollywood.
De serie werd een groot succes in de jaren negentig en inspireerde de televisie-industrie in het maken van verscheidene andere series die zich richten op aantrekkelijke en machtige vrouwen, zoals Models, Inc., Savannah, Pacific Palisades en Central Park West.
Vanaf november 2006 wordt de serie ook op dvd uitgebracht.
The CW zendt vanaf september 2009 een spin-off van de serie uit, net als de zender gedaan heeft met 90210. Deze remake wordt in Nederland vanaf 2009/2010 op Net5 uitgezonden.

## Verhaallijnen

### Seizoen 1 (1992-1993)
Michael en Jane Mancini waren ooit een stabiel koppel. Michael is een gerespecteerde dokter bij de Wilshire Memorial en Jane een modeontwerper. Er komt een einde aan hun gelukkige leven als hij een affaire krijgt met Kimberly Shaw. Als Jane hierachter komt, wil ze van hem scheiden. Hun buren Alison en Billy krijgen later een relatie. Aan de andere kant woont Matt Fielding, een homoseksueel. Matt krijgt te maken met een rechtszaak na een slachtoffer van discriminatie te worden.
De serie richt zich ook op fitnessinstructrice Rhonda en diens blonde kamergenoot en tevens actrice Sandy Harling. Sandy krijgt een rol in een horrorfilm, maar laat het succes naar haar hoofd stijgen. Later wordt ze gestalkt door iemand met wie ze op een date is gegaan. Ook heeft ze een romantische link met Jake. Rhonda krijgt iets met Terrence. Aan het begin van het seizoen arriveert Jo Reynolds in het appartementencomplex na gevlucht te zijn voor haar alcoholistische ex-man. Hier krijgt ze een knipperlichtrelatie met Jake. Later in het seizoen komt ook Amanda Woodward in beeld. Ze wordt een rivale van Alison als ze Billy van haar weg probeert te stelen. Aan het einde van het seizoen verbaast ze iedereen door zelf ook een appartement te kopen.

### Seizoen 2 (1993-1994)
Nadat Amanda in Rhonda's appartement trekt, zet ze haar zinnen op Jake. Als Jo dit ontdekt, wordt ze boos. Jake groeit ook naar Amanda toe, totdat hij ontdekt dat haar vader handelt in illegale praktijken. Ze leggen het bij, maar ze weet hem woest te maken als ze onthult het bed met Billy gedeeld te hebben. Ondertussen ontwikkelt Alison een drankverslaving als Keith, haar liefdesobject, zelfmoord pleegt.
Michael verlooft zich met Kimberly, maar krijgt ook kort iets met Janes jongere zus Sydney. Zij heeft een dubieus verleden, waarin ze te maken heeft gehad met strippen en prostitutie. In het tweede seizoen is ze een wat chaotische vrouw. Later rijdt Michael met zijn auto in een ravijn. Kimberly is op dat moment ook een inzittende. Haar bittere moeder kondigt later aan dat Kimberly is overleden. Michael zal terecht worden gesteld als Matt in het ziekenhuis de resultaten van zijn alcoholtest verandert. Sydney chanteert Michael hiermee in een bruiloft. Als Jane hierachter komt, vervreemdt ze zich van haar zus.
Sydneys plannen worden onderbroken als Kimberly opnieuw opduikt. Kimberly's moeder blijkt gelogen te hebben om Michael van haar weg te hebben. Het ongeluk heeft veel invloed op haar gehad, waardoor ze mentaal niet meer stabiel is. Ze herenigt zich met Michael, maar dit blijkt een complot om hem uiteindelijk te doden.
Jo krijgt een relatie met de zogenaamd onschuldige ex-veroordeelde Reed Carter. Hij werkt op een boot, waar hij stiekem aan drugssmokkel doet. Als Jo dit ontdekt, ontvoert hij haar naar de Grote Oceaan. Ze vermoordt hem uit zelfverdediging en blijkt later zwanger van zijn kind te zijn.
Na verscheidene problemen, verloven Alison en Billy met elkaar. Als ze via nachtmerries beseft dat ze als kind misbruikt werd door haar vader, vlucht ze vlak voor de ceremonie. Op de dag van de bruiloft wordt ze hiermee bedreigd door haar vader. Aan het eind van het seizoen rijdt Kimberly Michael aan met Janes auto. Jane wordt er voor gearresteerd.

### Seizoen 3 (1994-1995)
Het is onduidelijk wie Michael heeft aangereden. Eerst wordt Jane en later Sydney beschuldigd. Michael lijdt nu aan geheugenverlies. Hoewel hij erachter komt dat Kimberly de dader is, leggen ze het bij en trouwen ze in Las Vegas. Jo gaat een voogdijstrijd aan met Reeds ouders. Zij willen niet dat hun kleinzoon opgevoed wordt door de "moordenaar" van haar zoon.
Kimberly probeert Jo te helpen door voor te stellen de dood van haar baby in scène te zetten, zodat ze met haar baby kan vluchten om in anonimiteit te leven. Het blijkt later dat dit een complot is. Kimberly is er namelijk achter gekomen dat ze onvruchtbaar is en wil het kind van Jo stelen. Dit doet ze succesvol. Als Kimberly en Michael weigeren het kind terug te geven, stapt Jo op agent Peter Burns af, waarna Michael uit angst de baby teruggeeft. Uit woede vertelt Kimberly aan Reeds ouders dat de baby nog leeft. Jo besluit het kind ter adoptie af te staan nadat ze wordt aangevallen door de ouders.
Matt krijgt een romantische link met Paul, een getrouwde dokter die nog in de kast zit. Hij vermoordt zijn vrouw en legt de schuld op Matt. Ondertussen wordt Sydney een serveerster bij Shooters en groeit hier toe naar Jake. Ook wordt ze door haar kamergenoot in een cult gelokt, maar wordt gered door hem en Jane.
Nadat hij het met zijn broer Jess bijlegt op zijn moeders begrafenis, herenigt Jake zich met Jo. Jess blijkt geen goede bedoelingen te hebben. Hij probeert Jo van hem weg te stelen en zorgt ervoor dat hij overvallen en neergeschoten wordt bij Shooters. Jo gelooft niet dat Jess de boosdoener is, totdat hij Jake aanvalt met Jo als getuige.
Als ze haar relatie met Billy eindigt, raakt Alison nog meer verslaafd aan alcohol. Ze besluit naar een afkickkliniek te gaan. Ondertussen krijgt Amanda een relatie met Peter. Hij blijkt haar baan als president van D&D te willen overnemen voor zijn vriendin. Hij probeert haar te doden als ze op de operatietafel ligt. Het is Michael die Amanda redt en laat Peter arresteren. Op dat moment krijgt ze een band op hem en worden ze verliefd op elkaar. Ze krijgen ook kort een affaire, totdat Kimberly hierachter komt.
Als Amanda weer beter is, breekt ze met Michael en keert ze terug naar haar baan. Hier wordt ze de collegapartner van Brooke Armstrong. Brooke krijgt een relatie met Billy, met wie ze aan het eind van het seizoen trouwt. Kimberly is nog steeds boos op Michael en begint een complot waarop het lijkt dat hij haar mishandelt. Ze laat hem arresteren, maar Peter betaalt zijn borg. Hij doet dit, zodat Michael voor hem getuigt in de rechtszaak tegen hem. Als ook Peter op vrije voeten is, verleidt hij Kimberly.
De instabiele Kimberly kan het allemaal niet meer aan en plaatst vier bommen in het appartementencomplex.

### Seizoen 4 (1995-1996)
De vier explosieven verwoesten de helft van het appartementencomplex, waarbij Janes nieuwe potentiële baas omkomt. Ook verliest Alison haar zicht. Jess overlijdt na een val en Jake wordt ervoor beschuldigd. Matt wordt vrijgesproken voor de moord op Pauls echtgenote als Paul het opbiecht en wordt neergeschoten door de politie. Matt gaat daarna naar de medische school en ontwikkelt een verslaving aan drugs.
Kimberly wordt officieel mentaal gehandicapt verklaard en moet naar een inrichting. Peter staat haar desondanks bij aan haar zijde. Hij biecht aan Sydney op dat zijn zus ook mentale problemen heeft. Kimberly vertelt visioenen te krijgen waarin een man genaamd Henry haar een moord dwingt te plegen. Kimberly's moeder biecht toe dat Henry haar tuinman was en dat Kimberly hem als kind tot zijn dood heeft gestoken met een mes nadat ze hem haar moeder zag verkrachten.
Kimberly wordt later vrijgelaten. Peter heeft haar op dat moment verlaten voor Amanda. Alison krijgt een relatie en trouwt uiteindelijk met Brookes vader Hayley. Hij komt erachter dat hij er financieel verschrikkelijk voor staat. Als hij dronken van een jacht valt, overlijdt hij. Brooke is ondertussen nog jaloers op Alison, wat een slechte invloed heeft op haar huwelijk met Billy. Hij bedreigt haar als ze liegt over een zwangerschap en miskraam. Dit leidt ertoe dat ze een zelfmoordpoging doet. Billy vertrekt voorgoed als hij haar gedrag niet meer aankan. Brooke verdrinkt niet veel later in het zwembad van Melrose Place. Billy kan dit niet goed verwerken.
Brooke komt erachter dat Amanda haar ex-partner Jack Parezi in de waan heeft gelaten dat zij dood is door haar dood in scène te zetten. Brooke laat Jack naar Los Angeles komen omdat zij hem heeft laten weten dat Amanda nog in leven is. Hij komt naar Los Angeles voor Amanda. Hij sterft nadat hij van de trapt valt tijdens een worsteling met Amanda als hij iets met haar probeert te krijgen. Niet veel later krijgt Amanda een relatie met Jacks jongere broer Bobby, die eveneens naar Los Angeles gekomen is. Dit nadat ze Peter heeft gedumpt. Peter krijgt niet veel later iets met Bobby's rivale Alycia Barnett. Dit blijkt een complot om Amanda terug te krijgen. Als Bobby dit ontdekt, besluit hij ze te confronteren als Alycia ruzie heeft met Peter. Ze duwt Bobby uiteindelijk uit het raam, waarbij hij komt te overlijden.
Peter wordt gearresteerd voor de moord op Bobby en Alycia komt om bij een auto-ongeluk als ze uit de stad probeert te vluchten. Ondertussen leggen Kimberly en Michael het bij en hertrouwen. Ze ontwikkelt een persoonlijkheidsstoornis en gedraagt zich als een perfecte huisvrouw uit de jaren vijftig die zich Betsy Jones noemt en geweld gebruikt als ze boos wordt. Dit resulteert erin dat ze Peter ontvoert en hem opsluit in het gesticht waar ze zelf eerder in opgesloten zat.
Nadat Jo het met Jake uitmaakt, krijgt ze een relatie met Richard Hart. Dit zorgt ervoor dat Jane boos op haar wordt. Jane begint te flirten met Michael om Richard jaloers te maken, maar maakt hier Sydney boos mee. Ze doet pillen in Janes drinken, waardoor ze een beroerte krijgt. Niet veel later krijgt Jane een relatie met Jake. Richard verkracht Jane later. Jane kan dit niet goed verwerken en maakt het uit met Jake. Ze zint wraak op Richard.
Jo krijgt een relatie met Matts professor Dominick O'Malley. Aan het eind van het seizoen redden Amanda en Michael Peter van "Betsy". Ze valt en Kimberly belandt in een coma. Hiermee laat ze Peter opnieuw zonder een alibi achter. Jo besluit met Dominick naar Bosnië te verhuizen. Billy zoekt hulp bij Jake om Alison terug te krijgen. Jake wordt zelf echter verliefd op Alison en krijgt een relatie met haar.
Jane ontdekt dat Sydney verantwoordelijk is voor haar beroerte en chanteert haar om haar te helpen met de moord op Richard. Sydney slaat hem tot zijn dood met een schep en samen begraven de twee zussen hem. De laatste aflevering van het seizoen eindigt met de zussen die wegrijden en een levende Richard die zijn hand naar boven reikt.

### Seizoen 5 (1996-1997)
Een levende Richard begint Jane en Sydney lastig te vallen. Als hij ze probeert te vermoorden, wordt hij doodgeschoten door een politieagent. Taylor McBride arriveert in de appartementencomplex. Ze is een persoon uit Peters verleden en probeert hem bij te staan als er een rechtszaak tegen hem gaande gaat. Later komt ook haar man Kyle naar Melrose om een keten van restaurants te openen. Alison krijgt een relatie met Jake en haar ex-vriend Billy zet zijn zinnen op artieste Samantha.
Jane gaat er geestelijk op achteruit en begint Alison en Jake lastig te vallen. Ook ontdekt ze geadopteerd te zijn. Ze besluit op zoektocht naar haar biologische moeder Sherry Doucette te gaan. Ondertussen besluit Matt naar een afkickkliniek te gaan. Hier ontmoet hij dokter Dan Hathaway. Later krijgt hij een relatie met hem. Nadat  D&D-president Arthur Field huurt zijn zoon Craig in. Hij probeert Amanda's baan over te nemen. Craig wordt verliefd op Samantha, die een affaire krijgt met Billy. Vlak nadat Amanda ontdekt waarom Craig er werkelijk is, krijgt Arthur een fatale hartaanval.
Als Amanda uit de stad is, biecht Taylor aan Peter op de jongere zus van zijn overleden vrouw te zijn en begint met hem te flirten. Peters huwelijk met Amanda bevindt zich op dat moment op een laag pitje. Als Craig tegen hem liegt een affaire met Amanda te hebben, zoekt hij troost bij Taylor. Als Kyle hierachter komt, zet hij zijn zinnen op Sydney, die ook wel een oogje op hem heeft. Michael voelt zich aangetrokken tot nieuwkomer en prostituee Megan Lewis. Kimberly krijgt een hersentumor en heeft nog maar drie maanden te leven. Om die reden besluit ze te scheiden van Michael. Ze gunt hem Megan als ze eenmaal overleden is. Michael trouwt met Megan in Las Vegas.
Jake en Alison worden verrast met een zwangerschap. Hij doet een huwelijksaanzoek en nadat ze accepteert, beginnen ze erover te praten om te verhuizen. Echter, als de bruiloft er is, laat ze hem voor het altaar staan. Later krijgt hij Alison weer terug en ze trouwen alsnog met zijn tweeën in een dorpje tijdens een weekendje weg. Sydney krijgt een relatie met Carter, die bij haar intrekt. Terwijl hij al snel weer met Sydney breekt, wordt Megan verrast door haar ex-pooier. Haar verleden wordt omhoog gehaald, waarna ze besluit Michael op te geven. Dit staat hij echter niet toe. Als Kimberly's moeder erachter komt dat haar dochter terminaal is en Michael een ander heeft, komt ze naar Melrose Place om Kimberly mee te nemen. Kimberly overlijdt en haar moeder neemt het lichaam mee om te begraven in haar geboorteplaats. Het komt weer goed tussen Michael en Megan.
Peter begint een affaire met Taylor. Craig trekt in een appartement uit het complex om dichter bij Amanda te zijn. Matt wordt verrast als zijn 16-jarige nicht Chelsea aan hem wordt toegewezen volgens het testament van zijn broer (de vader van Chelsea) die overleden is. Sydney wordt aangeklaagd door Hilda Morris via haar advocaat Harry Dean. Hoewel Hilda wint, staat Harry aan Sydneys zijde. Amanda groeit naar Kyle toe na uitgegaan te zijn geweest met Craig. Craig geeft zijn liefde voor Amanda op en gaat achter Sydney aan, die toegeeft.
Alison verliest de baby en door een aandoening blijkt het niet meer mogelijk nog kinderen te kunnen krijgen. Alison en Jake besluiten te adopteren. Zij worden echter afgewezen door het adoptiebureau wegens hun drinkgedrag en verleden.
Aan het eind van het seizoen arriveert Michaels arrogante jonge zus Jennifer in de stad. Zij blijkt de voormalige minnares van Kyle. Dit zorgt voor spanning tussen haar en Kyle en Taylor. Dit wordt heviger als Jennifer bij hem intrekt. Alison ontmoet Colleen, Jakes ex-vriendin en moeder van zijn kind. Billy ontmoet Samantha's vader Jim. Hij blijkt uit de gevangenis te zijn ontsnapt. Ondertussen komen Matt en zijn ex schoonzus Denis in overeenstemming een gedeelde voogdij over Chelsea te hebben.
Michael spant zich samen met Taylor tegen Peter. Megan misvat dit als een affaire. Samantha wordt opgepakt als Jim uit de handen van de politie weet te komen. Alison en Jake besluiten een restaurant te openen in Ojai, maar gaan vlak voordat hij dit doet uit elkaar. Terwijl Jake naar Ojai gaat, vertrekt Alison naar Atlanta. Craig en Sydney plannen een bruiloft. Jim neemt Samantha gegijzeld. Tijdens een vlucht via de auto rijden ze per ongeluk Sydney aan, die vervolgens sterft.

### Seizoen 6 (1997-1998)
Craig geeft Samantha de schuld van Sydneys dood, waar ook Jim bij omkwam. Hij vindt troost bij Jennifer. Ondertussen arriveert chirurg Brett "Coop" Cooper in Melrose Place. Hij is een persoon uit Kimberly's verleden. Nadat Taylor aan Peter vertelt dat ze zwanger is, doet Peter een huwelijksaanzoek bij Taylor. Matt krijgt een baan bij een kliniek voor aids aangeboden in San Francisco en vertrekt erheen met Chelsea.
Taylor probeert Kyle terug te krijgen en doet alsof ze zwanger is van hem. Ze vraagt aan Michael om haar zwanger te maken zodat ze bewijs heeft. Als D&D het loodje legt, neemt Amanda contact op met Eric Baines voor een nieuwe baan. Ze is van plan een bedrijf met Billy op te richten, hetgeen Craig niet bevalt. Niet veel later arriveert ook Alexandria "Lexi" Sterling in Melrose Place. Ze is de jonge mentaal instabiele ex-vrouw van Coop en probeert zijn geld te krijgen. Eenmaal daar, krijgt ze een affaire met Peter. Later wordt dit een relatie.
Terwijl Amanda de Amanda Woodward Advertising opricht, gaat Billy naar Maryland om Samantha te overhalen terug te komen naar Los Angeles. Megan heeft de hoop in Michael opgegeven en laat zich uit eten nemen door Eric. Als Taylor van een trap af valt, beweert ze een miskraam te hebben gehad. Ze probeert Amanda en Kyle uit elkaar te drijven. Eric draagt hier een steentje aan bij door met Amanda te flirten. Als Kyle dit ontdekt, dreigt hij Eric van een balkon op de tiende verdieping te duwen. Later heeft Kyle een onenightstand met Taylor.
Michael wordt lastiggevallen door een stalker die Kimberly beweert te zijn. Dit blijkt diens moeder te zijn. Ze probeert hem in het ziekenhuis te doden, maar steekt per ongeluk Megan neer, die vervolgens in een coma belandt. Ondertussen beginnen Billy en Samantha hun bruiloft te plannen en trouwen niet veel later. Coop begint gevoelens te krijgen voor zijn nieuwe patiënte Megan.
Als Amanda een zekere Connie aanneemt, besluit diegene ook tijdelijk in Los Angeles te wonen. Rond dezelfde tijd besluit Lexi een binnenhuisarchitecte te worden. Ze veroorzaakt een ongeluk en Peter neemt haar onder zijn hoede. Cooper probeert Michael te ruïneren door de Field-Mancini Glove Company aan te klagen. Jennifer probeert haar broer te helpen door bewijsmateriaal van Cooper te stelen. Als ze dit doet, hoort ze hoe Peter en Lexi praten over haar veroorzaakte ongeluk. Ze dwingt later Cooper te stoppen met het lastigvallen van Michael en chanteert Lexi met de informatie de ze gehoord heeft. Dit resulteert erin dat Lexi een overdosis neemt. Ze overleeft dit en stopt met behulp van Peter met haar medicijnverslaving. Cooper geeft het niet op en blijft Michael lastigvallen.
Terwijl een zekere zanger Jon Secada Taylor en Kyle helpt met het redden van de ondergang van The Jazz Club, probeert Connie Samantha en Billy uit elkaar te drijven. Connie is de beste vriendin van Sam en blijkt al jaren verliefd op Sam en daarom wil ze Billy en Sam uit elkaar drijven. Amanda probeert het bij te leggen met Kyle en gaat vervolgens met Samantha per helikopter op zakenreis. Onderweg stort deze neer, waarbij de piloot omkomt. Billy en Kyle sturen er een reddingsteam op af. Ze worden gevonden en het blijkt dat het mogelijk is dat Amanda voor de rest van haar leven verlamd zal zijn aan haar onderlichaam.
Terwijl Connie zich neerlegt bij het feit dat Billy en Samantha bij elkaar zijn, probeert nu Bob Matthews Peter en Lexi uit elkaar te drijven. Hij is degene die Lexi aan heeft gereden. Ondertussen probeert Taylor nog steeds Kyle voor zich te winnen. Hij zoent Taylor, maar dwingt haar dit geheim te houden. Als Amanda haar verloving met Kyle aankondigt, vlucht Taylor naar Dallas om bij Nick te achterhalen wie Christine is. Christine is een persoon uit Kyles verleden. Cooper brengt de nacht door met Megan, terwijl Craig het uitmaakt met Jennifer en later zelfmoord pleegt.
Samantha wordt een zakenpartner met Jeff Baylor, waardoor Billy jaloers wordt. Lexi's relatie met Peter verslechtert als Lexi's vader op bezoek komt en tijdens een bot gesprek met hem overlijdt aan een beroerte. Ze wil niets met Peter te maken hebben en trekt in bij Cooper. Ondertussen wordt Billy verliefd op Jennifer. Taylor en Nick vermoorden per ongeluk Christine en laten het overkomen als zelfmoord. Door een reeks misverstanden denkt Amanda dat het haar schuld is.
Samantha en Billy voelen zich schuldig over hun korte romantische banden met Jeff en Jennifer. Jeff weet Samantha ervan te overtuigen Billy te verlaten. Als Samantha en Billy weer bij elkaar komen, probeert Jennifer Jeff en Samantha te koppelen zodat ze Billy voor zichzelf heeft. Taylor blijkt zwanger te zijn, maar weet niet wie de vader is.
Aan het einde besluit Cooper een baan in Philadelphia aan te nemen en vertrekt na een mislukte poging tot moord op Lexi. Taylor bevalt van Michaels kind en vertrekt naar Boston. Billy en Jennifer worden een koppel en verhuizen naar Italië. Ook Samantha verhuist.

### Seizoen 7 (1998-1999)
De inwoners van Melrose Place leren dat Matt, die een jaar eerder vertrok, is omgekomen bij een auto-ongeluk. Hij had een dagboek waar alle geheimen van de inwoners in staan. Ze proberen allemaal zijn boek te bemachtigen. Jane keert terug naar Melrose Place en begint een relatie met Michael. Op de dag voor hun bruiloft gaat ze echter vreemd met een cliënt van Amanda.
Kyles jongere broer Ryan McBride arriveert in de stad. Hij heeft stiekem een dochter in New York. Dit leidt tot de dood van diens moeder. Eve Cleary arriveert in de stad en Lexi wordt een chanterende kreng. Ondertussen probeert Sterling-Conway Amanda te ruïneren. Zij krijgt ondertussen een relatie met Peter. Zij zetten hun dood in scène om afgesloten op een eiland te wonen.
Eve draait door als Peter een relatie krijgt met Amanda en ontvoert Michael en Lexi. Hiervoor wordt ze uiteindelijk gearresteerd.

## Rolverdeling
| Personage               | Acteur                | Periode              | Afleveringen   |
| ----------------------- | --------------------- | -------------------- | -------------- |
| Dokter Michael Mancine  | Thomas Calabro        | 1992-1999            | 1-227          |
| Jane Andrews Mancini    | Josie Bissett         | 1992-1997, 1998-1999 | 1-146, 200-227 |
| Billy Campbell          | Andrew Shue           | 1992-1998            | 1-199          |
| Amanda Woodward         | Heather Locklear      | 1993-1999            | 21-227         |
| Alison Parker           | Courtney Thorne-Smith | 1992-1997            | 1-164          |
| Jake Hanson             | Grant Show            | 1992-1997            | 1-164          |
| Matt Fielding           | Doug Savant           | 1992-1997            | 1-164          |
| Sydney Andrews          | Laura Leighton        | 1993-1997            | 19-20, 34-164  |
| Peter Burns             | Jack Wagner           | 1994-1999            | 69-83, 96-227  |
| Kimberly Shaw           | Marcia Cross          | 1992-1997            | 11-45, 59-152  |
| Jo Reynolds             | Daphne Zuniga         | 1992-1996            | 15-131         |
| Kyle McBride            | Rob Estes             | 1996-1999            | 133-227        |
| Megan Lewis             | Kelly Rutherford      | 1996-1999            | 137-227        |
| Samantha Reilly         | Brooke Langton        | 1996-1998            | 132-199        |
| Taylor McBride          | Lisa Rinna            | 1996-1998            | 132-199        |
| Lexi Sterling           | Jamie Luner           | 1997-1999            | 169-227        |
| Craig Field             | David Charvet         | 1996-1998            | 131-182        |
| Jennifer Mancini        | Alyssa Milano         | 1997-1998            | 154-199        |
| Dr. Brett 'Coop' Cooper | Linden Ashby          | 1997-1998            | 166-199        |
| Richard Hart            | Patrick Muldoon       | 1995-1996            | 94-129         |
| Rhonda Blair            | Vanessa Williams      | 1992-1993            | 1-32           |
| Sandy Harling           | Amy Locane            | 1992                 | 1-13           |
| Brooke Armstrong        | Kristin Davis         | 1995-1996            | 86-119         |
| Ryan McBride            | John Newton           | 1998-1999            | 200-227        |
| Eve Cleary              | Rena Sofer            | 1998-1999            | 205-227        |

## Dvd's
| Titel                        | Afleveringen | Regio 1          | Regio 2          | Regio 4         | Bijzonderheden |
| ---------------------------- | ------------ | ---------------- | ---------------- | --------------- | --- |
| Het volledig eerste seizoen  | 32           | 7 november 2006  | 13 november 2006 | 2 november 2006 | Samenvatting, Mini Features |
| Het volledige tweede seizoen | 31           | 1 mei 2007       | 28 mei 2007      | 3 mei 2007      | Commentaar door bedenker Darren Star, Melrose Place: Meet The Neighbours, Melrose Place: Complex Relationships, Melrose Place: The Best of the Worst |
| Het volledige derde seizoen  | 32           | 13 november 2007 | 13 maart 2008    | 10 april 2008   | Melrose Place: According to Jake, Melrose Place: Seven Minutes In Hell, Everything You Need To Know About Melrose Place Seizoen 2                    |
| Het volledige vierde seizoen | 32           |                  |                  |                 | |

## GALA Committee
In seizoenen 4 en 5 hebben kunstenaars en productiemedewerkers van Melrose Place allerlei kunstwerken geïntegreerd in de sets van de show, vaak met verborgen politieke boodschappen. Zo is er, wanneer Alison zwanger is, een quilt te zien met de moleculaire structuur van RU-486, een middel om abortus op te wekken. Op een Chinese afhaalmaaltijd stonden de ideogrammen voor 'mensenrechten' en 'onrust' afgedrukt, twee termen die de Chinese overheid gebruikt had om studentenprotesten in te perken. Het GALA Committee, dat geleid werd door conceptueel kunstenaar en hoogleraar Mel Chin, bracht tientallen experimentele kunstwerken op een haast onzichtbare manier op primetimetelevisie.